# Leonel Rivas
Leonel Rivas (nacido el 4 de diciembre de 1999) es un futbolista argentino profesional. Juega de enganche o extremo y su alctual equipo es Talleres de la Primera División de Argentina.

## Biografía
Comenzó su carrera como futbolista amateur jugando en las divisiones inferiores del club Tiro Federal. Pero luego llega a Rosario Central por un convenio, siendo el club donde hizo gran parte de su carrera como juvenil, integrando los planteles de Sexta División y Reserva. Es considerado uno de los mejores jugadores de su camada.
En septiembre de 2016 firma su primer contrato profesional para jugar con el primer equipo de Rosario Central. Luego, en noviembre de ese mismo año debuta en primera división con tan solo "16 años" en el partido que su club empató en 1 ante Olimpo de Bahía Blanca.
En el año 2017 también jugó otros partidos oficiales con la primera de Rosario Central. Pero en el segundo semestre de ese año, más destacada fue su actuación en la Copa Santa Fe 2017 que disputó con la división reserva del club y en la que termina consagrándose campeón y siendo de lo más destacado del equipo.

## Clubes
| Club            | País      | Año         |
| --------------- | --------- | ----------- |
| Rosario Central | Argentina | 2016 - 2018 |
| Talleres        | Argentina | 2019 - Act. |

## Estadísticas
| Club            | Temporada     | Liga  | Liga  | Copa Nacional | Copa Nacional | Copa Internacional | Copa Internacional | Total | Total |
| Club            | Temporada     | Part. | Goles | Part.         | Goles         | Part.              | Goles              | Part. | Goles |
| --------------- | ------------- | ----- | ----- | ------------- | ------------- | ------------------ | ------------------ | ----- | ----- |
| Rosario Central | 2016-2017     | 8     | 0     | 1             | 0             | -                  | -                  | 9     | 0     |
| Rosario Central | 2017-2018     | 3     | 0     | 0             | 0             | -                  | -                  | 3     | 0     |
| Rosario Central | Total         | 11    | 0     | 1             | 0             | -                  | -                  | 12    | 0     |
| Rosario Central | Total carrera | 11    | 0     | 1             | 0             | 0                  | -                  | 12    | 0     |

## Características de juego
Se destaca por ser veloz con el balón en pie, tener buena visión de juego y un excelente dribling.

## Palmarés

### Campeonatos nacionales oficiales
| Competición    | Club            | País      | Año  |
| -------------- | --------------- | --------- | ---- |
| Copa Argentina | Rosario Central | Argentina | 2018 |

### Campeonatos regionales oficiales
| Competición   | Club            | País      | Año  |
| ------------- | --------------- | --------- | ---- |
| Copa Santa Fe | Rosario Central | Argentina | 2017 |